# Lac Frémont
Pour les articles homonymes, voir Frémont.
Le lac Frémont constitue un lac de tête de la rivière Flamand Ouest, dans le territoire de la ville de La Tuque, au Québec, au Canada.
Ce plan d’eau est situé en zone forestière et montagneuse. Les principales activités économiques du secteur sont la foresterie et les activités récréotouristiques. La coupe forestière se fait depuis le milieu du XXe siècle.

## Géographie
Situé dans le canton de Frémont, le lac Frémont est formé tout en longueur, soit 5,3 km. Sa largeur maximale est de 0,5 km. Une longue falaise caractérise la rive Ouest du lac Frémont, surplombé par un sommet de montagne atteignant 558 m.
Le lac Frémont constitue la continuité vers le Nord de la rivière du Nord qui se déverse sur la rive Sud du lac. Les autres affluents de la rive Ouest sont: ruisseau West, décharge du lac Skipper, décharge du lac Mount, décharge du lac La. Les affluents de la rive Est sont: décharge du lac Thelma, décharge des lacs Galaher et Snow.

## Toponymie
Ce toponyme est associé au canton Frémont et à la zec Frémont. Le terme "Frémont" constitue un patronyme de famille.
Le toponyme « lac Frémont » a été officialisé le 5 décembre 1968 par la Commission de toponymie du Québec.